# Uberto Pallavicino (marchese di Zibello)

Stemma dei Pallavicino.

Uberto Pallavicino (1501 – 1583) è stato un nobile italiano, marchese di Zibello.

## Biografia
Era figlio di Bernardino Pallavicino (?-1526) e di Caterina de' Buffetti.
Nel 1526 un breve di papa Clemente VII lo spogliava di tutti i feudi in favore della cugina Barbara Pallavicino, figlia di Rolando e moglie del condottiero Ludovico Rangoni, al servizio dello Stato Pontificio.
Nel 1528 venne condannato a morte per avere ucciso Gianmaria de' Bocchi e il giudice di Zibello Giovanni Maruzzi, rei di intimidazioni da parte del legato pontificio. Nel 1529 e nel 1530 venne assediato a Zibello dalle truppe pontificie al comando di Ludovico Rangoni e dopo una strenua difesa, si arrese nelle mani del duca di Milano, che lo richiuse nel castello di Cremona.
A seguito del passaggio dei beni nelle mani dei guelfi Rangoni, si accese una feroce lotta tra le due famiglie, a seguito della quale nel 1533 vennero restituiti i feudi al Pallavicino. Furono nuovamente tolti e confiscati nel 1534 e nel 1536. Le liti furono ricomposte solo nel 1630, quando i feudi ritornarono ad Alessandro Pallavicino.
Uberto morì nel 1583.

## Discendenza
Uberto sposò in prime nozze Eufrosina Visconti e in seconde nozze Giovanna Gonzaga, figlia di Gianfrancesco Gonzaga (1446-1496). Ebbe sei figli:
- Anna Caterina, monaca a Cremona
- Giulia Vittoria, monaca a Cremona
- Martina
- Alfonso (?-1619), sposò Ersilia Malaspina (?-1560)
- Antonia
- Ortensia, monaca a Parma